# Airaphilus seabrai
Airaphilus seabrai is een keversoort uit de familie spitshalskevers (Silvanidae). De wetenschappelijke naam van de soort werd in 1951 gepubliceerd door Luna de Carvalho.